# Barani
Een barani is een acrobatische beweging bestaande uit een voorwaartse salto met halve schroef. De barani wordt onder andere gebruikt in de gymnastiek, trampolinespringen en aggressive skating. Doorgaans wordt hij gestrekt uitgevoerd, met de halve schroef halverwege de voorwaartse salto. Hierdoor lijkt de beweging op een rondat zonder handen.
De barani is genoemd naar de Italiaanse circusacrobaat Alfonso Baroni, die deze beweging ontwikkelde rond 1881.